# Kindbergia altaica
Kindbergia altaica là một loài rêu trong họ Brachytheciaceae. Loài này được Ignatov Ignatov & Huttunen mô tả khoa học đầu tiên năm 2002.